# 颱風暹芭 (2016年)
颱風暹芭（英語：Typhoon Chaba，國際編號：1618，聯合颱風警報中心：WP212016，菲律賓大氣地球物理和天文服務管理局：Igme）為2016年太平洋颱風季第18個被命名的風暴。「暹芭」（ชบา）一名為第3次使用，上兩次分別在2004年和2010年。此名由泰國所提供，指的是朱槿——一種生長於熱帶地區的花。

## 發展過程
在鮎魚吹襲臺灣之際，威克島以南附近再有低壓區發展，各電腦數值預報顯示該低壓區會進入東海，而美國海軍研究實驗室在9月24日給予擾動編號98W。日本氣象廳在聯合颱風警報中心未把該系統升為熱帶低氣壓時，已將該熱帶低氣壓升格為熱帶風暴，並命名為暹芭且給予國際編號「1618」，聯合颱風警報中心在之後才升為熱帶低氣壓和給予熱帶氣旋編號「21W」。
初時暹芭發展得比較緩慢，但在之後慢慢爆發對流，開始形成一個熱帶氣旋的雛形，加上附近的風切變並不太強，有利於其發展。隨著暹芭逐漸增強，日本氣象廳於9月28日的凌晨2時升格為熱帶風暴，而中國國家氣象中心亦跟隨日本氣象廳進行升格。至於臺灣中央氣象局是由27日下午8時，從熱帶低氣壓升格至輕度颱風。另一方面，各大天氣預報機構預測暹芭會在關島附近增強後不多久立即向西北移動，然而卻與預期中的不一樣，暹芭反是一直向西南偏西移動，逐漸遠離關島後才西北移動。暹芭於9月29日的下午2時進入香港天文台的負責範圍，香港天文台將其標示為熱帶風暴，而日本氣象廳在上午8時時將其升格為強烈熱帶風暴。此時暹芭爆發的對流組成中心密集雲團，但西北太平洋的海溫較低，再加上之前的熱帶氣旋耗盡了絕大部份的能量，未能讓其迅速發展。
直到10月1日，暹芭打開一個若隱若現的風眼，中國國家氣象中心在凌晨5時升格為強烈熱帶風暴，臺灣中央氣象局與香港天文台在早上8時亦分別地升格為中度颱風與強烈熱帶風暴，日本氣象廳則於中午12時升格為颱風。隨後暹芭受惠於高空急流，雖然當時海水溫度只有28度，但增強的速度越來越快，風眼開始擴大、漸見明顯，其氣壓也越來越低，這令各官方氣象部門把暹芭的預測強度明顯提升。中國國家氣象中心於10月2日凌晨5時將其升格至強颱風級別，緊接著於早上8時將其升格至超強颱風；香港天文台於當日凌晨2時將其升格至颱風，再於早上8時將其升格至強颱風，10月3日凌晨2時進一步升格為超強颱風，臺灣中央氣象局則於同日上午8時升格為強烈颱風。在副熱帶高壓脊的引領下，暹芭繼續向西北移動，而移動速度越來越快，風眼亦非常明顯。其對流雲團密集起來並漸趨強烈，強度不斷上升，環流更開始影響華東沿岸、臺灣、日本九州等地。
各官方氣象部門準確地預測暹芭會進入東海，並在強度上持續的作出調整，而當中的分歧只在於是否先横過華東沿岸才移向日本。另外暹芭的接近中心最高持續風速增至每小時215公里，氣壓一直下降至905百帕斯卡，強度已開始追上該年7月初吹襲臺灣的颱風尼伯特。達至巔峰的暹芭維持強度並繼續移入東海後，在10月4日開始從西北移轉為正北移並逐漸減弱，對華東影響的機會降低，卻對南韓和日本九州造成嚴重威脅。接後，中國國家氣象中心表示暹芭開始轉為東北移動，於10月5日上午10時在南韓釜山登陸，為該地帶來大風、大雨，更引發水浸、山泥傾瀉。暹芭橫過日本與南韓等地後向著東北移動，日本氣象廳在當晚8時40分表示暹芭已轉化為溫帶氣旋。

## 影響

### 南韓

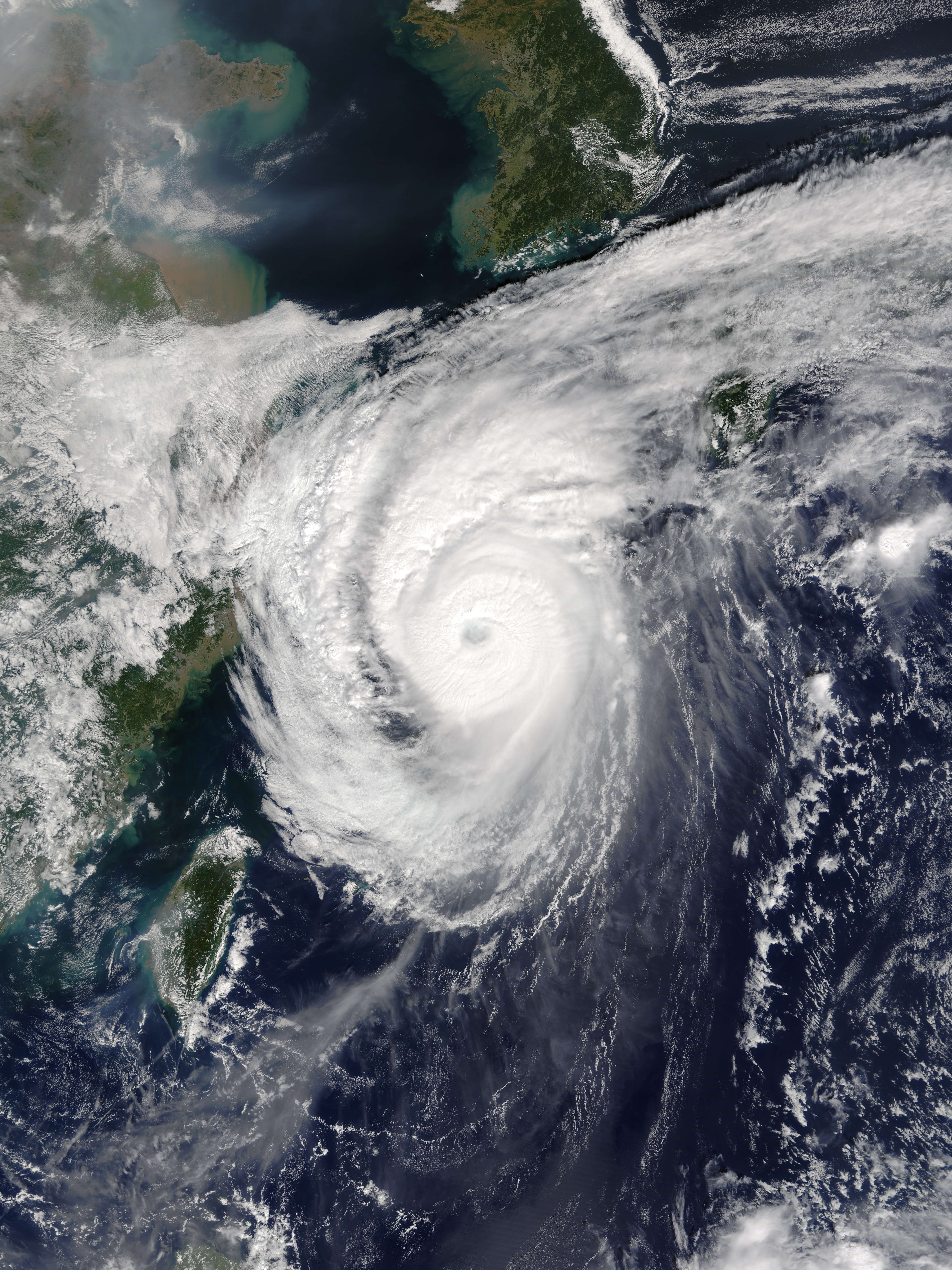
颱風暹芭在10月4日逼近南韓

10月4日，暹芭逐漸靠近濟州島開始影響周遭海域，下午8時濟州氣象局發布颱風警告並關閉全島，同時緊急疏散2000多艘漁船並緊急調整全島上下班尖峰時間。暹芭嚴重影響韓國南部地區。韓國氣象廳指暹芭於韓國時間10月5日4時50分左右在濟州特別自治道城山附近登陸， 當地數十個航班取消、街道水流成河，並有約4.9萬戶家庭停電。漢拏山部份地區降下600毫米以上暴雨，濟州市龍崗洞也降下400毫米的暴雨，當局為此向居民下達「躲避令」。其後，颱風沿韓國南部海岸線前進，於10月5日10時前後橫過全羅南道、慶尚南道、釜山廣域市及蔚山廣域市四個南部區劃，並於10月5日早上11時在釜山廣域市登陸。風暴橫過期間，帶來強勁風力和雨量，各地淹水災情不斷傳出，許多招牌也都被強風吹垮，還有部分山區出現土石流坍方。而蔚山的現代汽車工廠的生產線全面中斷，也有數十台新車被水淹浸而報銷。據英國媒體BBC報導，蔚山廣域市有一名消防隊員因公殉職，4位民眾失蹤。因暹芭影響造成的保險損失達203億韓圓，或1820萬美元。

### 其他
由於暹芭的路徑比預期中有機會更為接近中國浙江省，使得溫州市在10月2日上午9時40分率先發出颱風藍色預警信號，並指出「受其外圍影響，10月2日夜裡我市沿海海面風力7至9級，3至4日8至10級。2日夜裡至5日，東海中東部海域將有9至11級，其中東海東部的部分海域風力可達12至13級」。然而暹芭最終仍未移近華東，國家氣象中心在10月5日早上6時解除所有颱風預警信號。
至於臺灣，當地受芙蓉外圍沉降影響，板橋測站於10月2日最高溫達攝氏35.7度，創設站以來10月份的最高溫紀錄。
在日本，長榮航空與中華航空於10月3日取消了飛往琉球群島的航班，而長榮航空曾因天氣不佳卻正常起飛而遭受批評。當日，那霸機場共計有逾200航班被迫取消。暹芭在翌日襲擊琉球群島主要島嶼地區後，八百多名居民逃離家園，數千戶居民遭受停電。當暹芭離開韓國過後，再度朝日本移動，全日本空輸與日本航空於10月5日取消了所有班機，日本氣象廳也對此發佈了暴风、大雨、风暴潮及泥石流特别警报，同時日本氣象廳也預測暹芭登入日本本州過後，將進入太平洋。

## 熱帶氣旋警告使用紀錄

### 中國大陸
| 中國國家氣象中心 颱風預警信號 | 中國國家氣象中心 颱風預警信號 | 中國國家氣象中心 颱風預警信號 |
| ----------------------------- | ----------------------------- | ----------------------------- |
| 上一熱帶氣旋                  | 颱風藍色預警信號              | 下一熱帶氣旋                  |
| 超強颱風鮎魚                  | 颱風藍色預警信號              | 熱帶風暴艾利                  |

## 釋義
1. ↑  作為世界氣象組織指定的西北太平洋區域專責氣象中心，日本氣象廳負責西北太平洋區域內（包括南海、東海）的熱帶氣旋正式編號與命名工作：每當該機構把一個熱帶低氣壓升為熱帶風暴時，該機構亦會依照在世界氣象組織颱風委員會上通過的名稱表作出命名，同時給予4位數字的國際編號。前兩位為當年公元紀年最後兩位數（2016），後兩位代表暹芭是當年被日本氣象廳第18個升為熱帶風暴的熱帶氣旋。
2. ↑  聯合颱風警報中心會為所有於其責任範圍內被該部門評定為熱帶氣旋的系統作出編號，由兩位數及一個英文字母組成。英文字母表示該熱帶氣旋形成的區域，西北太平洋（包括南海、東海）以W表示；而兩位數字則指熱帶氣旋於當年在英文字母所表示的區域內形成次序，換言之「21W」即指暹芭是年內第21個於西北太平洋區域內形成的熱帶氣旋。此編號系統每年重新開始。
3. ↑  「垂直風切變」是指比較一垂直高度中的風速及風向差。[4]由於強烈的垂直風切變會干擾對流，使熱帶氣旋的結構受破壞、甚至系統高低層分離，熱帶氣旋必須在垂直風切變較弱的環境才可順利發展。
4. ↑  「中心密集雲團」是達強烈熱帶風暴級別之熱帶氣旋所擁有的一種特徵，在衛星雲圖上所見為一渾圓，集中及具有組織的密集雲區在中心附近旋轉，通常為積雨雲或塔狀積雲，會引致中心附近有雷暴發生。中心密集雲層區之下應有相當明顯而成熟的螺旋雲帶，同時伸展到雲帶之外；當熱帶氣旋進一步增強至颱風程度時，風眼也會開始在此處的中心區域形成。[6]

## 外部連結

### 最佳路徑
- （日語）日本氣象廳：1618最佳路徑數據 （页面存档备份，存于）、2016年熱帶氣旋最佳路徑（數據 （页面存档备份，存于）、路徑圖 （页面存档备份，存于））
- 韓國氣象局：2016年侵韓颱風分析報告 （页面存档备份，存于）
- （英文）美國聯合颱風警報中心：21W最佳路徑數據 （页面存档备份，存于）、颱風暹芭最佳路徑圖、2016年年終熱帶氣旋報告
- （简体中文）中國國家氣象中心：2016年熱帶氣旋最佳路徑數據[]
- （繁體中文）中華民國交通部中央氣象局：侵臺颱風資料庫——、芙蓉最佳路徑圖、民國105年氣象年報 （页面存档备份，存于）、民國105年觀測年報 （页面存档备份，存于）
- （繁體中文）香港天文台：2016年10月熱帶氣旋概述 （页面存档备份，存于）
- （泰文）泰國地球物理暨氣象部門：2016年熱帶氣旋路徑 （页面存档备份，存于）

### 颱風資訊
- （英文）美國海軍研究實驗室：WP212016檔案 （页面存档备份，存于）
- （英文）港湾空港技術研究所：日本主要港口因颱風所造成的风险资料 （页面存档备份，存于）
- （英文）歐洲地球科學聯盟（英语：European Geosciences Union）：The simulation of the extreme storm waves due to Typhoon CHABA （页面存档备份，存于）
- （德文）德國氣候服務中心（德语：Climate Service Center）：日本瀨戶內海由台风引起的风暴潮 （页面存档备份，存于）
- （繁體中文）中華民國交通部中央氣象局：侵臺颱風資料庫——
- （繁體中文）中華民國國家災害防救科技中心：《芙蓉颱風造成南韓海岸暴潮溢淹事件探討[]》
- （繁體中文）中華民國新北市政府災害防救深耕延續計畫：《國際重大災害應變分析—芙蓉颱風事件 （页面存档备份，存于）》
- （繁體中文）香港天文台：熱帶氣旋位置及路徑圖（固定地圖版 （页面存档备份，存于））、實時天氣稿（9月29日 （页面存档备份，存于）－30日 （页面存档备份，存于）－10月1日 （页面存档备份，存于）－2日 （页面存档备份，存于）－3日 （页面存档备份，存于）－4日 （页面存档备份，存于）－5日 （页面存档备份，存于））

### 災情相關
- （英文）國際財經時報：颱風暹芭侵襲南韓造成七人死亡、數百人無家可歸 （页面存档备份，存于）
- SBS電視台：颱風暹芭通過濟州，造成漢拿山600毫米強降水 （页面存档备份，存于）
- MBC電視台：颱風暹芭登陸韓國，釜山港口關閉全面撤防 （页面存档备份，存于）
- YTN：颱風暹芭造成濟州多處電力中斷 （页面存档备份，存于）
- （繁體中文）大紀元時報：芙蓉颱風襲韓國 海水倒灌畫面如海嘯 （页面存档备份，存于）
- （繁體中文）TVBS：芙蓉直撲濟州島　大浪捲人上萬戶斷電 （页面存档备份，存于）